# 天才兒童MAX連續劇列表
天才兒童MAX連續劇一覽(天才てれびくんドラマ一覧)（てんさいてれびくんドラマいちらん）是NHK教育電視台節目《天才兒童MAX》中播出的連續劇的一覽表。

## 転校生マオ(轉學生Mao)
『転校生マオ(轉學生Mao)』是1994年4月7日～7月7日在NHK教育電視台『天才兒童MAX』星期四18:00～18:30的 「T.T.K. DRAMA SPECIAL」中播出的連續劇。『天才兒童MAX』連續劇單元的第1個作品。

### 製作人員
- 編劇：渡邊シゲル、佐藤菜穗子
- CG：田中秀幸

### 登場人物
- 木崎麻生(マオ,Mao)（演：新井健/幼年時代是吉田征也）
- 結城美香（演：清水真實）
- 真行寺玲奈（演：小野智子）
- 山崎明（演：立沢貴明）
- 大場健太（演：雨宮章郎）
- 柳澤透（演：杉山丈二）
- 井上由雄（演：柴田綾太）
- 長谷川まりも（演：金澤明蘭）
- ユウマ（演：立澤貴明）
- 先生（演：便邊弁）
- 校長（演：翠敏夫）
- 聲（聲：大友龍三郎）
- 旁白（聲：千葉繁）

### 放映一覽表
1. 転校生
2. 予感
3. 事故
4. 疑惑
5. 仮面
6. 追求
7. 消失
8. 救出
9. 逆転
10. 覚醒
11. 反撃
12. 終焉

## ミステリーの館(神秘之館)
『ミステリーの館』是1994年9月15日～1995年1月26日在NHK教育電視台『天才兒童MAX』星期四18:00～18:30的 「T.T.K. DRAMA SPECIAL」中播出的連續劇。

### 製作人員
- 編劇：野辺朋史
- 服裝設計：宮下由子
- CG制作：田中秀幸、坂本岳裕、小倉剛、富樫真

### 登場人物
- 小愛（演：前田愛）
- 瑞紀（演：高田瑞紀）
- 小康（演：岡本康行）
- ラナ（演：西坂やすよ）
- ブレンバスター伯爵（聲：千葉繁）

### 放映一覽表
1. 洋館殺人事件 第1回～第4回
2. 遊園地誘拐事件 第1回～第4回
3. はなれ島に隠された鍵 第1回～第4回
4. 宇宙航海士殺人事件 第1回～第4回

## 悪夢の王(惡夢之王)
『惡夢之王』是1995年4月7日～7月7日在NHK教育電視台『天才兒童MAX』星期四18:00～18:30的 「T.T.K. DRAMA SPECIAL」中播出的連續劇。

### 登場人物
- サトル（演：新井健）
- ユキコ（演：前田亞季）
- カオリ（演：鹿島かんな）
- コウ（演：杉山丈二）
- ケンジ（演：岡本康行）
- 龍破（演：樋浦勉）
- 星野護士（演：高取菜南）
- 岡護士（演：安室満樹子）
- 安部護士（演：前田倫子）
- 醫師（聲：飯田浩幾）
- ロム（聲：深雪さなえ）
- 夢之王（演：藤本かをる）
- 悪夢之王（聲：大友龍三郎）

### 演員
- コウの父（演：岩尾拓志）
- コウの母（演：鷹觜宮洋子）
- 林少年（演：小川勝久）
- 自行車的少女（演：菅野佑美）
- 老奶奶（演：露原千草）
- 母（演：鈴木ひろ子）
- 兄（演：中川惠一）
- 妹（演：百瀬茉莉奈）
- 見張り醫師（演：中村元則）
- 子供A（演：沢田雄希）
- 子供B（演：木下隼輔）
- 旁白（聲：大友龍三郎）

### 放映一覽表
- 第1回
- 第2回
- 第3回
- 第4回
- 第5回
- 第6回
- 第7回
- 第8回
- 第9回
- 第10回
- 第11回
- 最終回

## ミステリートラベラー
『ミステリートラベラー』は、1995年4月4日～1996年1月15日在NHK教育電視台『天才兒童MAX』星期三18:00～18:30播出的連續劇。

### 製作人員
- 編劇：星みつる、野辺朋史
- 協助：南山宏
- 資料提供：NASA、ムー編集部
- CG製作：田中秀幸、小倉剛、富樫真、萱場良明、安藤知也
- 映像効果：金子哲也
- 服裝設計：宮下由子

### 登場人物
- 羽鳥宇宙（演：藤間宇宙）
- 松宮未夢（演：渡邊まゆみ）
- テリー（聲：梁田清之）
- Mファイル
- ボストーク

### 放映一覽表
- 1.オーパーツ

1.1 天空からの視点
1.2 宇宙への道
1.3 古代のテクノロジー
1.4 幻の文明
- 2.UFO -未確認飛行物体-

2.1 空に光るもの
2.2 空から降りたつ者
2.3 隠されたものの姿
2.4 はるか遠くの隣人
- 3.UMA -未確認生物-

3.1 生き残った恐竜
3.2 湖の秘密
3.3 もうひとつの人類
3.4 残された謎
- 4.妖怪
- 5.宇宙のオーパーツ

5.1 最も近い星の謎
5.2 火星の残されたもの
5.3 宇宙への扉
5.4 遠い空からの導き
- 6.超能力
- 7.人類の未来

7.1 あらゆるものの始まり
7.2 人類への道のり
7.3 人類の明日
7.4 無題

### ミステリーギャラリー(神秘藝廊)
- オーパーツ「飛行機のようにも見える工芸品」(ギリシャ)
- オーパーツ「太古の世界地図」
- オーパーツ「古代の光学レンズ」
- オーパーツ「太古の電池? 電球?」
- 「ミステリーサークルはUFOの着陸跡か?」
- 「歴史の中に隠されたUFO」
- 「キャトルミューティレーションは宇宙人の実験か?」
- 「宇宙人へのメッセージ」
- 「生きている化石」
- 「海の怪物」
- 「生きていた幻想生物」
- 「河童」
- 月の誕生
- ブラックホール
- 日本のピラミッド
- モアイの謎
- 宇宙のかたち
- 進化のふしぎ

## 妖怪すくらんぶる

### 登場人物
- 小野スズカ（演：井上知香）
- 辻オヅネ（演：相ヶ瀬龍史）
- 坂本平太郎（演：牟田将士）
- 安芸牛坊（演：寺床秀太）
- 山本五郎左衛門（演：ＫＩＢＡ）

## 電脳西遊記(電腦西遊記)
在1997年度正月播出的CG連續劇。

### 登場人物
- 孫悟空（演：前田亞季）
- 沙悟浄（演：伊東亮輔）
- 猪八戒（演：海道亮平）
- 白馬天竜（演：生田斗真）
- 三蔵法師（演：ウド鈴木）

## ザ・ゴーストカンパニー(幽靈公司)
在1998年播出的連續劇。

### ストーリー
小泉玲子、霞裕太郎二個人從去世的爺爺那裡繼承了由幽靈們上班的公司。
他們擔任這間公司的總經理,並發揮幽靈們的能力從事偵探工作,讓公司能重振往日雄風 。

## 魔界探偵(魔界偵探)

### 故事
因為某個事件而被關閉在陰陽稜的中田あすみ與熊木翔。 為了走出這個世界,必須解決和惡靈有關的4個事件,並且封印惡靈才行。

## 魔界同盟

### 故事
魔界探偵的續集作品。為了拯救因惡靈而導致崩潰邊緣的陰陽稜,再次與惡靈作戰。

## 天てれドラマ(天TV連續劇)（2001～2002年度）
在2001年度與2002年度播出,主要形式是向觀眾們徵求原創的故事,然後加以實現。其中也有與MTK互相連動的。

### 標題（播出日）與參與演出的成員
- TV戰士パニック（2001年6月4日播出）
演出:山元竜一、ローブリィ翔、村田Chihiro、村上東奈、なすび、げんしじん
- 天才ドリーマー（2001年10月8日播出）
演出:山元竜一、安齊舞、熊木翔、俵有希子、村田Chihiro
- 気分は名探偵～人形の落とし主を探せ～（2001年11月12日播出）
演出:山元竜一、村上東奈
- 七世危機イッパツ!!～そして誰もいなくなった?～（2002年1月7日播出）
演出:中田あすみ、岩井七世、竪山隼太、松井蘭丸、中村有沙
- アハハ! -本当のやさしさって何?−（2002年5月6日播出）
演出：安齊舞、熊木翔
- フォトグラフ（2002年6月10日播出）
演出：俵小百合、俵有希子、村田Chihiro
- ロングシュート!（2002年7月15日播出）
演出：村上東奈、白木杏奈
- 行こう!僕らの宝島!（2002年9月17日播出）
演出：岩井七世、安齊舞、ブライアン・ウォルターズ、篠原麻里
- ドキドキ!?（2002年10月31日播出）
演出：飯田里穗、伊藤俊輔、矢嶋里紗
- 未来を救え!まんぷくくん（2002年11月26日播出）
演出：堀江幸生、中村有沙、福田亮太、橋田紘緒

## こちらHK学園笑芸部!(這裡是HK學園笑藝部!)
2003年度時以こちらHK学園笑芸部!（這裡是HK學園笑藝部!!）的標題播出的單元。由追求搞笑的社團「HK學園笑藝部」,與想要消滅這個社團的學生會間持續的戰鬥為主題的短劇所構成。
笑藝部成員是部長井出卓也、經理飯田里穗、新入部員前田公輝、留學生ブライアン・ウォルターズ、初代部長間寛平,以及顧問山川恵里佳。學生會有學生會長白木杏奈、學生會親衛隊どーよ。以及形形色色的客串演員登場。
暑假時以「ミニミニ笑芸部!(迷你迷你笑藝部!)」的單元方式表演小段的單口相聲。在節目中受歡迎的單元MTK中,間寛平・山川恵里佳・井出卓也・飯田里穗・前田公輝5個人以『間寛平 with TDD』的名稱演唱「Go!Go!たまご丼」並且發行了CD。

### 播出的標題一覽表
1. うちら陽気な笑芸部!
2. 生徒会襲来!
3. カモン!顧問!
4. 忍者が学校にやってきた!
5. 親孝行大作戦!
6. 少年よ　タイコを叩け!
7. めざせ!ＨＫ学園の星!
8. ＨＫシネマパラダイス!
9. サムライ・ダイナマイト!
10. 恐怖化け猫シスターズ!
11. 笑芸部怒りの鉄拳!
12. 嗚呼 生徒会!
13. 出前笑芸部 in 松山!
14. プチ天変地異!
15. 君の名は!
16. 笑芸部のばら!
17. 学園忍法帳!
18. ス・ペ・ェ・ス ロマンチック!
19. 生徒会 vs 生徒会!
20. 愛と青春のおやびん!
21. 生徒会レボリューション!
22. 終わりの始まり!
23. すばらしき明日へ!

### 固定班底演員（笑藝部）
- 部長：井出卓也 - 負責吐嘈(ツッコミ),同時吐嘈的技術也是眾人裡最出色的, 甚至還會對同伴ブライアン,公輝與里穗吐嘈。對學生會最為反抗的人。
- 笑藝部經理：飯田里穗 - 天生的迷糊角色,是個仰慕卓也的女孩子,但卻穿著男生的學生制服。她說話時都會以「っす」作為句尾。
- 笑藝部（新加入）部員：前田公輝 - 負責裝笨,長相是美男子(二枚目)但是卻演出小丑(三枚目)的角色。由於個性並不堅強的關係,有一陣子退出笑藝部,後來再次加入。劇末在學生會的策略下被抓住,因為被眾人遺忘的關係而沒有被救出來 ｡
- 忍者留學生：ブライアン・ウォルターズ - 一開始是希望加入「忍者部」,但是被卓也他們所騙而加入了笑藝部,但是因此認識了エドロポリス園長的女兒さゆり（俵小百合）,並且與父親（ゴルゴンゾーラ）重逢。
- 笑藝部初代部長：間寛平 - HK學園廚房的伙夫,也是幫助笑藝部的人,雖然總是非常痴呆的樣子,但在危急的時候卻很可靠。
- 笑藝部顧問：山川恵里佳 - 自稱是有魅力的老師,事實上是最近才開始擔任教師的人,雖然還很年輕,但一直都被叫做歐巴桑。

### 演員（學生會與親屬們）
- 學生會會長：白木杏奈 - 大小姐角色,對笑藝部的第一印象是覺得很下流,一直在籌劃廢除笑藝部。最後與笑藝部和好,成立了新笑藝部,抱著要表演得比笑藝部更精采的野心。
- 學生會親衛隊：テル・ケンキ（どーよ） - 杏奈的隨從,為了使笑藝部廢部而制定了一大堆作戰計劃,但經常失敗,總是受到杏奈的處罰。有一陣子背叛了杏奈,但之後又回到了學生會。
- 裏學生會會長：岡本奈月 - 是有如HK學園偶像般的人,大小姐角色。想藉由粉碎笑藝部讓裏學生會變成表學生會,但是因為混有關西血統（三重縣出身）的關係,轉變成了裏笑藝部。
- 學生會親衛隊：功力富士彦、芦澤和哉（おはよう。） - 奈月的隨從,由於和她一樣混有關西的血統的關係,轉變成了裏笑藝部。
- 杏奈的妹妹：櫻井結花 - 同樣是大小姐角色,一度從姐姐杏奈那裡奪取了學生會長的位子,準備廢了笑藝部,但是被輕易地擊敗了。
- 管家こじこじ：小島聡（全日本摔角） - 結花的管家,表演吐嘈的時候被笑藝部利用,而被趕了回去。
- （杏奈、結花的）父親大人：げんしじん - 杏奈、結花的父親,HK學園理事長。與寛平一起組成了風靡一時的搞笑搭檔,在 寬平退休後從事買賣生意而成為富豪。不久前為了向寛平復仇而成為HK学園理事長,想要粉碎HK學園,但是被女兒的演技與寛平的話打動內心,放棄了報仇,也不再擔任HK學園理事長,將此位子交由寛平來擔任。
- キャサリン：堀江幸生-ブライアン的未婚妻。但是當事人ブライアン並不是很喜歡她,反而可以說是討厭（或害怕?）她。
- メトロノーム娘。：學生會派出的刺客｡使用最新型的電子儀器發出「ナメナメクジクジ～･･･」壓倒了笑藝部,但是因為斷路器掉下來的關係而變得沒用,被笑藝部趕了回去｡

## 連續劇（2004年度）
由2004年度開始再次播出連續劇（單元名稱也是「連續劇」）、在每週的星期一～星期三播出。故事基本上是根據『天才兒童MAX』の2004年度的設定來進行。

### 播出的標題一覽表
1. プラズマ界へ
2. U.W.F.がねらう箱
3. ミラクルおじさん危機一髪
4. 究極の美の果て
5. ねらわれた美術館
6. Red隊長の秘密
7. ちひろのお見合い
8. 明かされた争いの歴史
9. 決戦 ダンス大会
10. 恐怖の館を進め
11. R.G.おとり大作戦
12. 虹の箱の秘密
13. よみがえった謎の女
14. 聖なる炎を守れ
15. 無人島と科学者一族
16. 修行寺の卒業試験
17. ちひろが二人
18. 美術館の呪いの札
19. 暴走ロボをくい止めろ
20. アンダー城潜入大作戦
21. 巻物と封印の歴史
22. 最後の札はどこに
23. 虹の箱のありか
24. 伝説のリモコン登場
25. 魔王を封印せよ

### 經常性演員（R.G.）
- Red吉田（TIM）：Red隊長（不眠不休的紅色獅子） - 指揮著守護テレヴィア和平的精鋭部隊。雖然有點靠不住但卻是個充滿正義感的男人,關西腔與「Red語」依然健在。
- 村田Chihiro：Chihiro（熱血正中心） - RG裡最強的武術家,也是在暗處如隊長般的存在。與秋山刑事刑警是從假冒ケンジ作戰以來的朋友關係。在ＤＤＴ的畢業考試中,因為用拳頭沒辦法打響寺廟的鐘,就把鐘給打壞了。
- 井出卓也：卓也（在底下辛勞的人） - RG中的聰明人,在成員之中是～唯一擔任吐嘈的人 （根據旁白員所說）。但是在與女朋友なっちゃん談情說愛時也有滔滔不絕的著迷一面。
- 白木杏奈：杏奈先生（常因著急而弄錯的歷史學家） - テレヴィアの歴史學家,超乎尋常地愛好書籍。一開始像是個非常迷糊的角色,但事實上非常靠的住,另外一個身分是舞者「ティーチャー杏子」,此外,雖然在故事中她是戴眼鏡的角色,但她本人實際的視力是1.5。
- 橋本甜歌：甜歌（有精神的莽撞女孩） - 100年1次的彩虹年時,從地球的日本迷失到了電漿界的テレヴィア中,身為RG的一員而活躍著。與愛實是競爭對手關係,最後安全地回到了地球。
- Barnes勇氣：Barnes勇氣（有魅力的舞者） - 甜歌非常崇拜的舞者。與「ティーチャー杏子」一起獲得了排行榜第1名。在舞蹈大會中擔任ＲＧ的教練。愛稱(?)是「Barnes大人」。
- 前田公輝：ハムテル（ハッスル財閥小開） - テレヴィア最大財閥的小開。因為在被放縱的環境中成長的關係,變成了沒有用的兒子。對Chihiro一見鍾情,但被乾脆地甩掉了。
- 淺野優梨愛：ユリア機器人（百貨公司店員機器人） - 在Golgo伯爵尋找彩虹箱時所到的百貨公司裡。因為魔王的力量一時陷入了狂暴狀態。法術被解開後, 向RG提供了重大的情報（巻軸小偷的長相）。
- 川崎樹音：樹音館長（美術館館長） - 杏奈先生的朋友。非常喜歡香蕉,雖然很像猴子,但她研究的不是猴子而是美術品。

### 經常性演員（U.W.F）
- Golgo松本（TIM）：Golgo伯爵（黒色彗星） - 為了勝利而不擇手段的危險男人, 特技是整理整頓（他本人也是如此?）,以及表演身體文字,用身體作出UWF這3個字。
- 堀江幸生：幸生（肚子滿滿的重戰車） - 是UWF中最有力量的,肚子餓的速度非常快。
- de・Lencquesaing望：望（自稱・天才軍師） - UWF的参謀。善於處世與言詞, 頭腦發揮在壞的方面。但卻是自信過剰且自戀。在大多數場合都無法勝過愛實與女王陛下｡
- 中村有沙：有沙女王（暗闇的黒色太陽） - 具有無可比擬的魅力。是アンダーワールド至高無上的君主,同時也被當成了偶像｡興趣的占卜常常都不準。常常對任務失敗的Golgo施加懲罰。經常對懲罰方式進行改編(姿勢與技巧的名稱),基本上是由手杖發出威力無比的電擊｡在連續劇第一回的時候, 是掉下盆子作為處罰｡
- 篠原愛實：愛實（從異次元來的超級大姐頭） - 與甜歌一起來到了電漿界,卻迷失在相反側的アンダーワールド。加入了ＵＷＦ,在暗處如隊長般地活躍著。最後與甜歌一起回到了地球。
- 洸太Lacey：Lacey博士-發明家｡與其特色的笑聲一起出現,展現得意的發明作品｡但是那個發明作品必定具有某種愚蠢的缺點,UWF因為這個原因而敗給了ＲＧ｡

### 結局
回到地球的甜歌與愛實,一起掉到了教練身上。教練的女朋友叫做真央。但她長得與魔王非常相像。幸生似乎也與杏奈先生開始交往……。附帶一提的是なっちゃん與卓也現在是親親密密地。

## 天てれドラマ(天TV連續劇)（2005年度）
2005年度開始單元名稱變成「天TV連續劇」,在星期一～星期三,遊戲單元之後,18:32時開始播出。
毎週以1位「TV戰士」作為主角,播出以TV戰士捲入不可思議事件為主題的故事 。所有的故事都是用實景拍攝（「優克迪爾故事」則全都是用CG合成方式拍攝、但「戰鬥吧!電腦小子大作戰」則除了一部分之外也都是用CG合成方式拍攝）,最大的特徵是以劇情為中心來製作。幾乎每個主題都是用3話結束的形式（只有「我之所以為我的道理」是6話結束）,、會在每5週1次的總集編週與長期總集編等期間重播。2005年度開始節目本身的畫面比例改成16:9,但是連續劇與外景單元的畫面比例仍是4:3。
會不定期播出以2005年度世界「優克迪爾」為舞台的優克迪爾故事,只有這個作品是在節目開始之後接著播出,畫面比例是16:9（「優克迪爾故事～假國王與傳說的水壺～」在8月17日播出時與「優克迪爾故事～歴史編」在3月27日播出時的畫面比例是4:3）。此外,前田公輝、淺野優梨愛、木内梨生奈、藤田Ryan4個人只有在「優克迪爾故事」中演出。
總集編重播時是與通常播出時同一個時間帯連續播出3天,但遇到高中棒球期間中時,遇到高中棒球而暫停播出的情況時,會盡量讓故事能在當周播完,而在1天內播出2話以上,對象的2個作品（「三天前的我…」、「優克迪爾故事～假國王與傳說的水壺～」）都是在星期三時一次播出3話。另外因為寒假總集編時也有遇到元月特別節目而暫停播出的關係,對象作品（「少年刑警推理君～追尋比目魚大人的謎題」）是變成星期三播出1話,星期四播出2話的形式播出。還有「優克迪爾故事最終章～王的秘密～」第1話在3月28日重播後,接著的29・30日遇到高中棒球而暫停播出的關係,第2,3話與「そして、戦いは終わったけど!(然後戰鬥結束了,但是!)」一起在4月2日（日）18:00～25用不尋常的特別形式播出（元月特別節目時以外、海外的話則照平常一樣播出）。
有時連續劇中也會出現其他連續劇的話題。到目前為止的例子有:
- 「鄰居獨角仙」→電視中播出的新聞是「少年刑警推理君～追尋比目魚大人的謎題」的話題
- 「網姬千鈞一髪!」→電視中播出的連續劇是「鄰居獨角仙」※首播後的下一週是重播週,重播了這個「鄰居獨角仙」
- 「少年刑警推理君～發生事件了!全員集合」→後面的電視中播出的是「網姬千鈞一髪!」。

此外上述3個作品全部都是竹石聖悟編劇的作品。

### 播出的作品
（標題、播出日、主演TV戰士）
1. 私のしっぽ!(我的尾巴!)（4月4日～4月6日、重播5月2日～5月4日、再重播10月24日～10月26日）飯田里穗（※木內江莉也有演出） 
 里穗早上起床時,突然發現自己長了一條尾巴.原來這是來自尾巴星的尾巴王子.長著尾巴的動物們,其實都是受到尾巴星人所支配,尾巴王子下一步的目標就是支配人類,然而地球防衛警察正追著尾巴王子,里穗在不知情的情況下帶著尾巴王子逃跑...
2. オイラと彼女とカプセルと(我與她與轉蛋)（4月11日～4月13日、重播6月6日～6月8日、再重播10月31日～11月2日）高橋郁哉（新的敵人角色由高田モンスター軍演出） 
 郁哉的興趣是收集轉蛋人形,這天他在買轉蛋的時候,碰見了一個名叫春樹的少女也在買轉蛋.原來春樹是個天才博士,她發明了可以消除人類記憶的裝置,因此被壞蛋組織"蛇惡團"追著,而郁哉也被捲入了事件之中...
3. タワーをめざせ!(朝著塔前進!)（4月18日～4月20日、重播7月11日～7月13日）橋本甜歌（刑警角色由杉本哲太演出） 
 甜歌最喜歡的婆婆突然被綁架了,甜歌搭刑警健太郎的車前往高塔救婆婆.塔中的景象讓人覺得不可思議...
4. 転校生は吸血鬼?(轉學生是吸血鬼?)（4月25日～4月27日、重播7月18日～7月20日（※7月20日在宮城県因為高中棒球的關係而沒播出）、再重播11月7日～11月9日）伊倉愛美（※笠原拓巳也有演出）
 愛美的學校來了一位名叫番場光的轉學生,其父親是在電視上扮演吸血鬼的演員番場Q作,但Q作竟然是真的吸血鬼.愛美偶然下也開始懷疑Q作是吸血鬼而想要在校刊上報導,沒想到此時光的吸血鬼本能也漸漸被喚醒.這天在回家的路上,愛美眼看就要被汽車撞上時,光變身成蝙蝠救了愛美一命....
5. 少年刑事スイリくん～おヒラメさまの謎を追え(少年刑警推理君～追尋比目魚大人的謎題) （5月9日～5月11日、重播7月25日～7月27日、再重播1月4日・1月5日）永島謙二郎（教師角色由ダンディ坂野演出） 
  謙二郎是被稱為推理君的有名少年刑警,以解決了不少困難的案件而著名.這天他與三島梓刑警一起來到一個村子,調查有關比目魚大人的怪異事件.傳說這村子裡埋藏著幕府將軍德川家的寶藏,以及靠近比目魚大人的話就會有危險.接著又出現了比目魚大人的圖樣,究竟事件的真相是...?
6. てるてる坊主と雨ボウヤ(晴天和尚與下雨男孩)（5月16日～5月18日、重播8月1日～8月3日、再重播11月28日～11月30日）de・Lencquesaing望 
 望在學校中自稱是晴天男孩,即使天氣預報是雨天,在第二天他出現時都會變成晴天.然而這天來了一個自稱是雨天男孩的神秘轉學生要向望挑戰,.雨天男孩的能力與望相反,只要有他出現,即使是大晴天,都會立刻變成雨天.兩人比賽的結果,望似乎居於下風.望回到家後,才從母親這裡得知事情原委.原來望的家族原本是法國的超能力者,受到日本當地人的拜託而到日本擔任晴天仙人.沒想到卻因此和雨天仙人交惡,之後兩方子孫也是如此交惡下去.望為了成為晴天仙人而展開了特訓.受過特訓的望變強了許多,把雨天男孩的大雨一一變成了晴天.但望明白這爭鬥本身沒有意義,主動要與雨天男孩和解,兩家的祖先晴天仙人和雨天仙人也在此時出現...
7. 三日前のボクに…(三天前的我…)（5月23日～5月25日、重播8月10日、再重播11月21日～11月23日）洸太Lacey（※千秋Lacey也有演出） 
 洸太的喜歡的同學春菜突然要轉學到法國,洸太卻因為錯過了這天的送別會而後悔.此時洸太發現了一個神秘的下水道出入孔,它具有時光機的功能,能夠讓人回到三天前的世界.洸太決定要利用它回到過去,向春菜告白...
8. ユゲデール物語～ニセ王と伝説のヤカン～(優克迪爾故事～假國王與傳說的水壺～)（5月30日～6月2日、重播8月17日、再重播3月13日～3月15日）篠原愛實、高橋郁哉、淺野優梨愛、藤田Ryan、de・Lencquesaing望、一木有海、笠原拓巳、川崎樹音（TIM、おんつくん、ふかわりょう也有演出） 
  火箭大盜府川(フカーワ)突然來到了優克迪爾,他的目標是優克迪爾的寶物.在偷到優克迪爾的王冠之後,府川冒充成優克迪爾國王,命令蒸氣魔術師與蒸氣騎士團去尋找傳說中能實現三個願望的水壺.TV戰士們歷經艱難與危機,終於拿回了傳說的水壺,然而已經用掉了一個願望.府川冒充的假國王拿到水壺後立刻逃跑,TV戰士們是否能拿回王冠與水壺...?
9. アイドルはやめられない?(不能停止當偶像了?)（6月13日～6月15日、重播8月22日～8月24日、再重播11月14日～11月16日）篠原愛實（偶像團體的角色由哈密瓜紀念日演出） 
  愛實是偶像團體哈密瓜紀念日成員柴田步的歌迷.這天科學家鄰居喬治叔叔向愛實展示他發明的"取代機(なりかわりマシーン)",這是可以取代照片上人物5分鐘的機器.愛實試了一下,沒想到真的來到了哈密瓜紀念日的演唱會現場並代替柴田步演出!興奮不已的愛實,當晚再次使用了取代機,這次是與經紀人小姐一起坐在前往錄音室的汽車上.愛實得知原來偶像歌手半夜也在忙著工作,每天大都只睡3個小時,三餐則是吃簡單的便當...此時取代機發生了故障,讓愛實必須整天代替下去! 一連串繁忙的行程,讓愛實的精神與體力都到達極限,慣有的微笑也消失了.這時喬治叔叔終於察覺到愛實正身陷困境,他連忙修復機器,把愛實救了回來.終於回到熟悉的生活,愛實哭了出來...一個月後,愛實再次以歌迷的身分,以微笑迎接她所喜愛的柴田步...
10. 不思議なフシギなしあわせクッキー(不可思議與神秘的幸福餅乾)（6月20日～6月22日、重播8月29日～8月31日、再重播1月30日～2月1日）村田Chihiro 
  Chihiro在放學的途中,突然發現有人在賣一種叫"幸福餅乾"的餅乾.Chihiro買了一罐回去.餅乾裡面有一張小紙條,只要照著紙條上的指示去作,就會發生幸運的事.Chihiro靠著餅乾的力量獲得考試滿分,抽中大獎等一連串的幸運.然而這天她得知最要好的同學光咲要轉學了,為了阻止光咲轉學,Chihiro依照剩下的最後一塊餅乾之紙條指示與光咲絕交.光咲出發當天,Chihiro終於收到新的一罐餅乾,沒想到餅乾盒卻寫著,"開了餅乾罐後就不能與光咲和好".看來這餅乾有點壞心眼.Chihiro只好連忙趕到車站...
11. となりのカブトムシ!?(鄰居獨角仙!?)（6月27日～6月29日、重播10月3日～10月5日、再重播2月6日～2月8日）川崎樹音 
  樹音一家人都是獨角仙,他們受到了獨角仙將軍的命令而變身成人類等待機會報復破壞自然的人類.在偶然之下,樹音與愛好昆蟲的少年勇作成為好友.獨角仙將軍的報復計畫展開,人類們一一被獨角仙變成昆蟲,而勇作也被變成了獨角仙.樹音向獨角仙將軍求情,並表示勇作是人類裡的好人...
12. 戦え!サイバーキッズ大作戦(戰鬥吧!電腦小子大作戰)（7月4日～7月6日）Barnes勇氣、近藤Emma、笠原拓巳 
  行動電話的通信網之中,有個名叫"通信界"的空間,正被壞蛋多姆所操控.比賓由被壞蛋多姆控制的通信界逃出,帶領勇氣,Emma來到了通信界向多姆挑戰.另一方面拓巳則在人類世界給予他們協助,究竟三人是否能順利擊敗多姆...?
13. ユゲデール物語2～黒ジョーキ魔法を打ち破れ～(優克迪爾故事2～打破黒蒸氣魔法～)（9月12日～9月14日、重播12月12日～12月14日、再重播3月20日～3月22日）木村遼希、淺野優梨愛、藤田Ryan、千秋Lacey、一木有海、木内梨生奈（TIM、おんつくん、堀江幸生也有演出） 
 黑蒸氣魔法是被優克迪爾國王所禁止的魔法,這天Golgo男爵受到其祖先Golgo一世的引誘而打開了傳說中"黑蒸氣魔法"的封印,Golgo男爵成了黑蒸氣魔法的奴僕.眼看優克迪爾就要被黑蒸氣魔法所控制,逃跑中的梨生奈與遼希則想盡辦法解救這個危機...
14. サムネタ男とタコヤキ娘(笑話很冷的男人與章魚燒女孩)（9月19日～9月21日、重播12月19日～12月21日）藤本七海（秋山惠、間寛平也有演出） 
 擅長說笑話的七海與母親一起經營受歡迎的章魚燒店.這天,七海遇見了一個不擅長說笑話的男子"寒男",他正準備參加說笑話比賽.七海為了幫助寒男而為他進行了各種特訓,並且得到了"爆笑神"的幫助,終於到了說笑話比賽的當天...
15. 網姫危機一髪!(網姬千鈞一髮!)（9月26日～9月28日、重播12月26日～12月28日、再重播2月13日～2月15日）一木有海
 網姫(有海)與劍術老師羽仁十兵衛遇到了妖怪"時太鼓",被她用時太鼓的力量傳送到了數百年後的現代.與十兵衛分散的網姬遇到了原本準備搶銀行的兩個男人,加上時太鼓又為了網姬的笛子而來到了現代.網姬能不能與十兵衛會合並順利脫離險境呢...?
16. ぼくがぼくであること(我之所以為我的道理)（10月10日～10月12日・10月17日～10月19日）木村遼希（原作：山中恒） 
 遼希因為被母親與妹妹輕視而覺得不高興,趁母親與妹妹外出時離家出走.他偷偷坐上了一台卡車來到鄉下,卻看到卡車司機在晚上撞上了路人.卡車司機發現遼希而追著他,遼希拚命逃跑,好不容易才逃走.遼希在農家遇到了少女夏代和她的爺爺,商量後,爺爺讓遼希住下來與幫忙農事.第二天遼希與夏代去工作時,遇到了肇事的卡車司機,沒想到他是夏代的親戚,名叫政尚,.在工作時,夏代提到村裡可能埋藏著武田信玄的寶藏,中途夏代突然昏倒,遼希送她到醫院,原來是中暑了.另外遼希也從警察聽到在找車禍肇事者與離家出走少年的消息.夏代的爺爺因此給遼希一些錢,叫他回去自己的家.遼希回到家後,發現母親與妹妹似乎嫌他是個麻煩,因此再度離開而回到了鄉下.但此時車禍肇事者政尚也越來越懷疑遼希知道車禍的事,於是向遼希與夏代說他有夏代母親的信,在夜晚約他們到倉庫.夏代此時才知道信的事原來是騙人的,不過是一張白紙.遼希與政尚在倉庫中追逐著,還好遼希在倉庫裡有佈置機關,終於制服了政尚並把他交給警察.遼希後來發現了一個箱子,裡面裝著一支梳子,傳說這支梳子是武田信玄送給他情人的物品,也是夏代母親的重要物品.遼希回到了自己家中,從這些遭遇中,遼希也找到了真正的自己...
17. 鏡の国から来たワタシ(從鏡之國來的我)（12月5日～12月7日、重播2月20日～2月22日）木內江莉
 江莉在悲傷與困難的時候,總是會與鏡子中的另一個自己-萬能的超級女孩莉江商量.此外江莉也是學校啦啦隊的候補隊員,但總是跟不上大家的動作,這天在部室裡被其他隊員指責,在練習時又不小心造成隊長夢乃小路小百合受傷.難過不已而流淚的江莉,此時鏡之世界的莉江為幫忙她而出現,但鏡子卻意外破成碎片四散而讓莉江無法回去鏡之國.啦啦隊的教練星老師要她以正式隊員身份代替夢乃小路參加比賽.莉江幫助不知如何是好的江莉進行特訓.江莉在特訓之後表現優異,令其他隊員刮目相看,星老師並決定由她擔任隊長.這時江莉也收集到了所有鏡子碎片,但因為不想與莉江離別而隱瞞莉江這件事.終於到了比賽當天,夢乃小路特地前來為江莉加油.但江莉發現鏡中沒有自己影像不行,還好莉江早就準備好了鏡子碎片,她也鼓勵著江莉...
18. 少年刑事スイリくん～事件だよ!全員集合( 少年刑警推理君～發生事件了!全員集合)（1月9日～1月11日、重播2月27日～3月1日）永島謙二郎（コロンボ的角色是由石田太郎所演出）
  推理君謙二郎與三島梓刑警參加了大富翁齊門所舉辦的名刑警大賽.在比賽得勝的人可以獲得1千萬日圓賞金.謙二郎由在場的青芝刑警得知其目的是抓到怪盜"白壁虎".然而參加比賽的刑警們卻一個接一個地遭到白壁虎的襲擊,白壁虎的目的為何?是否能找出事情的真相...?
19. 走れ!拓巳(跑啊!拓巳)（1月16日～1月18日、重播3月6日～3月8日）笠原拓巳（此時尚未成為TV戰士的日向滉一也有演出） 
 拓巳正發著高燒,但他仍拚命奔跑,希望趕上參加自己班級所舉辦的躲避球大賽勝利慶祝會.原來班上一個叫健一的同學總是欺負拓巳,而健一這次剛好是負責打開彩球的人.拓巳為了報復,在與梨花同學做彩球的時候,偷偷把裡面的東西換成了墨汁,打開彩球的時候墨汁就會倒在健一身上.沒想到由於健一感冒,竟然要由梨花來打開彩球,拓巳是否來得及阻止呢?
20. ユゲデール物語最終章～王の秘密～(優克迪爾故事最終章～王的秘密～)（1月23日～1月25日、重播3月28日・4月2日）前田公輝、飯田里穗、Barnes勇氣、篠原愛實、高橋郁哉、木內江莉、木村遼希、淺野優梨愛、近藤Emma、藤本七海、藤田Ryan、de・Lencquesaing望、村田Chihiro、洸太Lacey、永島謙二郎、伊倉愛美、橋本甜歌、千秋Lacey、一木有海、木内梨生奈、笠原拓巳、川崎樹音（TIM、おんつくん、松田一輝也有演出）
 優克迪爾突然發生了大地震,一顆人造彗星正急速衝向優克迪爾.在彗星上的零,黑貓,空牙三個人威脅TV戰士們,如果不交出蒸氣石的話,就要毀滅優克迪爾.TV戰士們趕去請示優克迪爾國王,然而國王的房間卻空無一人.おんつくん此時用投影方式播放國王所留下的,在危機出現時才能播放的訊息.原來在優克迪爾的母星D51即將被彗星撞上時,國王以自身作為誘餌,與D51一起毀滅,讓優克迪爾能順利逃走.之後おんつくん依照國王的命令守護優克迪爾,並讓大家相信國王還在.對於眼前的大危機,國王告訴TV戰士們他事先在優克迪爾設置了大蒸気砲,並指示TV戰士們集中所有意念在一起,唯有如此才能集中能源以發射大蒸氣砲...

#### 番外編
- ユゲデール物語～歴史編～(優克迪爾故事～歴史編～)（4月4日／3月27日）（3月播出時有一部分被剪掉,前後部分由おんつくん講述）
 介紹從行星D51開始的優克迪爾蒸氣文明之 歷史.
- ユゲデール物語～そして、戦いは終わったけど!～(優克迪爾故事～然後戰鬥結束了,但是!)」（4月2日）
 當TV戰士們正在舉行「慶祝!優克迪爾完全勝利」的慶功宴時,優克迪爾旁邊突然出現了一個巨大黑洞,並把優克迪爾吸了進去...

戦え!サイバーキッズ大作戦(戰鬥吧!電腦小子大作戰)與ぼくがぼくであること(我之所以為我的道理)沒有重播過。
另外,｢少年刑事スイリくん(少年刑警推理君)｣因為受到好評的關係,是這個年度中唯一製作過續集的。

### TV戰士的合計演出日數
（番外編除外）
- 15日分 - 笠原拓巳
- 12日分 - 木村遼希
- 11日分 - 一木有海
- 9日分 - 高橋郁哉、永島謙二郎、de・Lencquesaing望、川崎樹音、篠原愛實、淺野優梨愛、藤田Ryan
- 8日分 - 木內江莉、千秋Lacey
- 6日分 - 飯田里穗、橋本甜歌、伊倉愛美、村田Chihiro、近藤Emma、藤本七海
- 5日分 - 洸太Lacey、Barnes勇氣、木内梨生奈
- 3日分 - 前田公輝

## 新ユゲデール物語(新優克迪爾故事)
「新優克迪爾故事」是2006年度的單元。是2005年度不定期播出的「優克迪爾故事」之續集。再2006年度每隔一週播出,全部都是用CG合成的方式製作,是連續播出1年的長編故事。這與2004年度同節目中以「電漿界」為舞台的「連續劇」單元很相似。首播是在奇數週的片頭曲後播出。基本上是3話完結的形式。
每5週1次的總集編週重播時會在星期一・星期二時集中重播一週份的內容。

在長期總集編重播期間中,8月14・17日時一次播出了1週的份量（節目本身在上述的總集編週沒有重播）、8月21日之後則是星期一・星期三播出第1～2話、星期二・星期四播出第3話。（1週播出2週份量）畫面比例是16:9。

### 故事概要
從撞上優克迪爾的隕石中出現了渡邊Elly（Elly）與小關裕太（裕太）。但是2人卻失去了記憶,唯一的線索是2人手上所戴的,會發出神秘力量的手環。
Elly加入了蒸氣魔術師,裕太則加入了蒸氣騎士團。藉由手環力量的引導,優克迪爾踏上了尋找2人記憶的旅程……。
在旅途中成員們發現了上面有著與Elly和裕太所戴的手環上相同的記號的石板。這個石板隱藏著可以影響宇宙命運的重大秘密,而優克迪爾重要的蒸氣石也開始出現變化。
當收集到6片石板的時候, 優克迪爾出現了名叫9×9（酷酷）的人。他表明他們是企圖征服宇宙的團體--數字(ナンバーズ,NO.Z）,而且為了收集達成目的所必要的7片石板與蒸氣石,-而利用手環來操縱裕太與Elly2個人。最後 9×9沒能奪取石板,但是他帶走了おんつ家最小的孩子びびん★。由於裕太與Elly的手環沒辦法拿下來,優克迪爾的成員除了拓巳之外,一時曾想要把裕太與Elly2個人送到優克迪爾之外。
照著びびん★的話,優克迪爾移動到了曾造訪過的鐵森林(アイアンフォレスト)行星。在那裡有著曾被9×9抓走的工匠ダーヨ,就是他製作了2個人的手環。ダーヨ說為了取下手環,必須要有「永恆水晶(エターナルクリスタル)」這種礦物的結晶。Red司令、Golgo團長、洸太、愛實、拓巳、千秋前往行星ホラナプトラ找尋水晶,、Elly、裕太、梨生奈則留在鐵森林行星,使用手環的監視功能瞞過9×9（這時候羅夢為了更新執照而與他們分開,但之後在ホラナプトラ與大家會合）。在連串的辛勞之後終於獲得了永恆水晶,由此成功的取下了手環的狂暴裝置。
大家一度為了帶回びびん★而用石板與9×9交易,但びびん★還是依照自己的意志回到了9×9所在之地 。為了帶回びびん★,戰士們闖入了敵方的基地。在那裡びびん★說因為還要調查一些事情而不能回去。此外Elly因為在基地中聽到科學家929（クニク）與39（サク）說Elly故郷的R星已經被消滅,因而產生了激烈的頭痛並倒了下來。
昏倒的Elly醒來之後恢復了所有的記憶,包括蒸氣石與石盤的關係在內……。
被No.Z(數字)當成奪取目標的石盤,實際上是引出蒸氣石破壞力量的開關裝置。從Ellly得知事情真相的裕太,認為蒸氣石與石盤在同一個地方的話非常危險,因此打算修理兩個人過去所乘坐的太空船,然後帶著石盤乘坐宇宙船離開優克迪爾。此後裕太與Elly成功的帶出石盤,然而2人的宇宙船卻被不明的力量所牽引住,宇宙船被牽引到達的地方,竟然是No.Z的秘密基地………!!
之後石盤被9×9們奪走。Elly與裕太想騙過9×9們,以取回石盤。
數字們與TV戰士們的攻防戰,現在才剛剛開始。

### 演員
固定班底
固定班底演員是在『新的啟程(新たなる旅立ち)』中,沒有被宇宙阿米巴(宇宙アメーバ)襲擊的10個人。
蒸氣騎士團
- Red司令（Red吉田） - 蒸氣騎士團領隊。
- 小關裕太 - 在撞上優克迪爾的隕石中出現的神秘人物。被9×9奪走了記憶。似乎是在名叫R星的行星上世世代代守謢石板的一族的人。在羅夢發怒時曾無法克制地發抖。
- 篠原愛實 - 蒸氣騎士團成員中最冷静的,也是態度最正經的人。由於是大姐頭性格的關係,一旦生氣就變得非常可怕。
- 千秋Lacey - 屬於蒸氣騎士團,但時常放下工作不管,因此常被人催促,幾乎每次都會被餃子引誘而中計,常與Golgo團長一起行動的關係,說話也常像是蒸氣魔術師的一員。稱呼洸太為「哥哥」,所以應該是親兄弟,不知為何所屬的隊伍不一樣 。2005年度（設定是在500年前）時,兄弟都屬於蒸氣魔術師,因此他可能是因為某些原因才移動到另一個隊伍的。可能是受到哥哥習慣影響的關係,曾使用敬語說話（洸太在這方面也相同）。不知為何曾與おんつくん、びびん★一起玩耍過多次。在洸太操縱時意外弄壞了駕駛座。
- 細田羅夢 - 負責操縱優克迪爾。平時總是說「羅夢,好困擾!」並裝成好孩子的樣子,因此常被愛實說又在裝乖了。當握住操縦桿的時候,一旦遇到不滿之處,就會突然轉變成有如不良少女般的性格。與數字的３６９(ミロク)曾為了爭奪優克迪爾的操縦桿而打架,之後兩人是處於水火不容的狀態。

蒸氣魔術師
- Golgo團長（Golgo松本） - 蒸氣魔術師領隊。
- 渡邊Elly - 與裕太一樣,在撞上優克迪爾的隕石中出現的神秘人物。被9×9奪走了記憶。誰都能看出來拓巳對她有好意,但她卻完全沒發覺。似乎與裕太一樣,是在名叫R星的行星上,與世世代代守謢石板的一族一起守謢石板的另外一族的人 。
- 洸太Lacey - 負責調查目的地的行星,常用「附帶一提的是」「讓我來説明吧」的常用語氣說明調查結果,但是誰都沒在聽（也曾發生被大家遺留下來,進而被抓走的事）,重要的部分往往被千秋搶著說明,地位很低。羅夢無法操縱,作為危急的代打而握住操縦桿,但由於大幅度蛇行駕駛的關係,乘坐的感覺比羅夢駕駛時還糟。被千秋稱為「哥哥」,所以應該是親兄弟,不知為何所屬的隊伍不一樣 。雖然是最年長的,但是對千秋以外的人卻使用敬語。
- 木内梨生奈 - 蒸氣魔術師成員之中最冷静的,態度也是最正經的角色。溫柔安慰消沉的Elly,兩人是同性的好友。
- 笠原拓巳 - 對Elly抱持著好意,是蒸氣魔術師之中最常被戲弄的對象,但其本人對此卻沒有自覺。最近則說出「想讓Elly看到我表現良好的一面」而與Golgo團長一起行動。

特別成員
- 千葉一磨 - 在11.びびん★救出大作戰中登場。蒸氣騎士團首席的製劍工匠,大家使用了他製作的「複製劍(クローン剣)」作出了石板的仿冒品。附帶一提的是這個複製劍卻在他自己也參加的遊戲對決中因為敗給了蒸氣魔術師而被奪走。
- Barnes勇氣 - 在12.秘密基地潛入大作戰中登場。作為誘餌而變裝成主持人裝扮來參加號碼新加入成員的甄選會。
- 一木有海 - 在12.秘密基地潛入大作戰中登場。作為誘餌而變裝成スケバン警察（スケバン刑事的詼諧模仿）Ami來參加號碼新加入成員的甄選會。展示溜溜球特技卻失敗,溜溜球跑到了勇氣的嘴裡。
- 日向滉一 - 在12.秘密基地潛入大作戰中登場。與Red司令們一起找尋びびん★。

ナンバーズ（No,z,數字）
- ∞（ムゲン,無限）（#14～）-聲優:千葉繁 - 在暗處命令９×９,是數字們的總帥。

企圖運用蒸氣石與石版的力量,消滅全宇宙成為無的狀態。
- キャプテン9×9（クック,酷酷艦長）（#5～）-楠本柊生 - 數字們的領導者。是無限的部下。

他利用套在Elly・裕太手臂上的手環,隨心所欲地操縱著兩人的行動。頭腦很不錯,武術方面也有相當的水準。但是由於部下都很不中用,加上自己也常常少了根筋的關係,總是被TV戰士們擊敗。
由於與一起相處的びびん★日久生情而放走了びびん★,這件事被１×８報告給∞知道後,其キャプテン(艦長)的寶座被１×８奪走。
- 三六九（ミロク）（#8，12，14～）- 後藤理沙 - 數字的成員之一,與９×９似乎是從幼稚園開始的青梅竹馬(童年玩伴)關係。可能是數字中力氣最大的女性。

曾與羅夢為了爭奪優克迪爾的操縱桿而打架,之後兩人是處於狗與猴子般的水火不容狀態。
- 1×8（イチカバチカ）（#12，14～）- 岡西里奈 - 數字的新人。告訴∞有關９×９放走びびん的事,之後由９×９那裡奪走了キャプテン(艦長)的寶座。後來並擁有由兩位武藝高強的美男子部下所組成的「1×8新衛隊(しんえいたい)」。
- 929（クニク）（#12，14～）- 伊藤陽佑 -
- 39（サク）（#12）- フクスケ -
- 256（ジゴロー）（#5）- KIBA -
- 093（オクサン）（#5）- 島田珠代 -
- 4×9（シック）（#11）- 粟根まこと -
- 8×9（ハック）（#11）- 礒野慎吾 -
- 零（ゼロ）（#6、16）- 松田一輝 - 在500年前企圖與部下空牙（アジアン・クーガー）和黑貓（アジアン・キャット）一起奪取蒸氣石而襲擊優克迪爾,但被TV戰士們擊敗,反而陷入了冷凍睡眠的困境。從冷凍睡眠醒來後,想要向TV戰士們報仇,沒想到卻被輕易地擊敗。雖然是前作「優克迪爾故事」中的大頭目,最後卻被降職成了數字(ナンバーズ)裡的實習生。

行星的居民
- サブ（#2，9～10）- 魚谷輝明 -
- 鉄（#2，10）- 吉田メタル -
- 植物的女王トレア（#2，10）- 安藤希
- ちなみ姫（4.惑星ワガマーマ）- 石坂千尋
- ダーヨ（#9～10）- 聲優:西村朋紘 - 為數字製作手環的工匠。

### 播出的標題一覽
（標題、播出日）
1. 新たなる旅立ち(新的啟程)（4月3日～4月6日、重播5月1日、重播8月14日、重播12月11日～12月14日）※這篇是4話結束的形式。第4話首播是在星期四現場直播時用預錄的影片方式播出。 得到的道具是『宇宙コンパス(宇宙指南針)』
2. 惑星アイアンフォレスト(鐵森林行星)（4月17日～4月19日、重播5月2日、重播8月17日）由植物支配的行星。而這植物則因為缺乏水而煩惱,經由洸太們的幫助而製作了人工雨雲產生裝置,解救了行星。
3. 惑星マッカナーXXX（馬卡納行星XXX）（5月8日～5月10日、重播6月5日、重播8月21・22日） 把說謊當成美德的行星"マッカナーUSO(馬卡納胡說)"。若是在“アッカンベロダー様(阿康貝羅達大人)”前面的一塊區域說實話的話就會遭到電擊。 得到的道具是『ウソ発見器(測謊器)』（名字叫做アッカン兵衛）
4. 惑星ワガマーマ(任性行星)（5月22日～5月24日、重播6月6日、重播8月23・24日）上面有一位任性公主（ちなみ姫）與服侍她的ジイヤ,如同日本古裝劇風格的行星。ちなみ姫愛上了Golgo的特質,但是卻被Golgo甩了。
5. ナゾの訪問者(謎樣的訪問者)（6月12日～6月14日、重播7月10日、重播8月28・29日）由於洸太與千秋失誤,優克迪爾一時停了下來。自稱是裕太母親的「093」（オクサン）と「256」（ジゴロー）出現,並且企圖奪走TV戰士們所收集到的石版,最後被阻止。由此得知了Elly與裕太的來歷,以及石版為何會破成一塊一塊的秘密。
6. 惑星ウリハッド(塢萊好行星)（6月26日～6月28日、重播7月11日、重播8月30・31日）盛行拍攝電影的行星。為了取得優勝獎品的石版,除了Lacey兄弟以外,TV戰士們變裝後參加了電影女主角的甄選會。在甄選會上,曾在優克迪爾物語中登場的「零」「空牙」「黑貓」突然闖入並且造成了大混亂。最後導演決定女主角由男扮女裝的拓巳擔任,但是角色卻是怪獸電影裡的母烏賊…。　得到的道具是『烏賊頭套』 獲得隊伍是蒸氣魔術師
7. 惑星デスナンデッス(迪斯蘭迪斯行星)（9月4日～9月6日、重播10月2日）沒有生命反應,城市空無一人的行星。在那裡有一位名叫ミガニシ（米卡尼西,倒過來唸就是日文的死神）的男子,他奪走了Red司令、愛實、千秋、洸太、Golgo團長的靈魂 。似乎是參考了「DEATH NOTE(死亡筆記本)」。最後死神被感動而釋放成員們的靈魂,並將石版交給TV戰士們。得到的道具是『6把鎌刀』　獲得隊伍是蒸氣騎士團
8. 隠された腕輪の意味(被隱藏的手環秘密)（9月18日～9月20日、重播10月3日、重播12月18・19日）守衛蒸氣石的蒸氣魔術師們。此時搭載著9×9（クック）與三六九（ミロク）的神秘小型宇宙船正朝著優克迪爾而來。
9. さらわれたびびん★(被抓走的びびん★)(（10月10日・10月11日）
10. 惑星ホラナプトラ(荷拉那普多拉行星)（10月23日～10月25日、重播12月20・21日）
11. びびん★救出大作戦(救出びびん★大作戰)（11月13日～11月15日、重播12月25・26日）
12. 秘密基地潛入大作戰（11月27日～11月29日、重播12月27・28日）
13. さよならユゲデール(再見了,優克迪爾)（1月8日～1月10日）
14. 悪の総帥∞現る(邪惡總帥∞現身)（1月22日～1月24日）
15. 蒸気石 危うし!(蒸氣石 危險!)（2007年2月12日～2月14日）
16. 最終章～宇宙に未来の願いを～(最終章～向宇宙許下未來的心願～)（2007年2月26日～2月28日）
17. エピローグ「ダンゼン！未来」(結尾「斷然！未來」)（2007年2月28日）

## 天てれドラマ(天TV連續劇)（2006年度）
接續上個年度,2006年度也繼續播出「天TV連續劇」,和往常一樣是以劇情為中心來製作。去年大半的連續劇都是由1位TV戰士擔任主角,但今年度則有2位到3位TV戰士擔任主角的連續劇。此外2006年度由於開始播出「新優克迪爾故事」的關係而變成了隔一週播出的形式。首播的播出時間是從偶數週的18:30左右開始。每一部都是3話結束的形式,也會在長期總集編期間重播。畫面比例是4:3。
此外,2006年度竹石聖悟編劇的連續劇中也會出現其他連續劇的話題。到目前為止有:
- 「ランプのオバちゃん」→電視節目中出現了「ど根性タケノコ」。
- 「3ニンジャー」→穿黑色衣服的男人使用筆記型電腦觀看「ランプのオバちゃん」。
- 「宇宙からのオッちゃんX」→報紙上刊載了「少年刑事スイリくん」與「3ニンジャー!」的話題。

### 播出的作品
（標題、播出日、主演TV戰士）
1. ど根性タケノコ(超強毅力竹筍)（4月10日～4月12日、再7月17日～7月19日）橋本甜歌・大木梓彩 
 甜歌和梓彩是田徑部的選手,某天她們在田徑部房間中發現了會說話並能帶給人超強毅力的竹筍...
2. おむすびころりん地底人(飯團滾動與地底人)（4月24日～4月26日、再7月24日～7月26日）一木有海・千葉一磨 
 有海與一磨在吃飯團的時候碰到了從地下鑽出的地底人,在一連串奇遇之後,兩人與地底人一起來到了地底...
3. 勇者と時の石～不思議なフシギな冒険物語(勇者與時間之石～不可思議與神秘的冒險故事) （5月15日～5月17日、再7月31日～8月2日）日向滉一 
 滉一在閱讀勇者與時間之石這本書時,竟被書吸了進去,來到了一個神秘的世界,並被當成了傳說中的勇者...
4. パパがパンダ(爸爸變成了熊貓)（5月29日～5月31日）川崎樹音 
 一位老先生給了樹音可以許三個願望的壺子,樹音許了願望之後,爸爸竟然變成熊貓,接著又出現了動物管理局的人要來抓熊貓,究竟如何才能讓爸爸恢復原狀...?
5. 幸せの黄色いソウジキ(幸福的黃色吸塵器)（6月19日～6月21日）洸太Lacey 
 洸太在垃圾場撿到了一台神奇的黃色吸塵器,可以吸走指定的物品,洸太用吸塵器吸走了媽媽的嘮叨話與鄰居養的狗的叫聲,接著又在學校吸走了同學明的運動神經與洸太愛慕的女同學真弓的心,然而被吸走東西的人卻變得打不起精神來...
6. ランプのオバちゃん(神燈的婆婆)（7月3日～7月5日）伊倉愛美 
 愛美與漫畫家的爸爸相依為命,某天在擦拭一個油燈時,外頭竟然來了一個要幫忙愛美與爸爸料理家務的婆婆,婆婆有著神奇的法力,並與愛美成為了好朋友,然而在偶然之下卻讓愛美想起了過世的母親,另一方面有個收舊貨的男人也在找尋婆婆...
7. きき耳カチューシャ(順風耳的髮帶)（9月11日～9月13日）細川藍 
 藍常常弄丟東西,這天她向朋友說把髮夾給弄丟了,剛好藍所仰慕的學長喜歡藍戴上髮夾的樣子,於是藍就到飾品店買了一個髮帶,沒想到這是偷偷摸摸小偷團發明的神奇髮帶,能聽到要找物品發出的聲音.藍利用它找到了不少東西,卻也因此被偷偷摸摸小偷團追著...
8. 3ニンジャー！(3忍者!)（9月25日～9月27日、再1月15日～1月17日）加藤Gina・木村遼希・藤田Ryan 
 遼希與Gina是忍者學校的學生,但測驗總是不合格,這天長老派兩人與前輩桃花一起送重要的卷軸到東京,在東京桃花為了要去聽演唱會而離開,之後他們碰見了テレネシア王國(電視西亞王國)的王子Ryan,之後,遼希被追王子的壞人給抓走,究竟3人如何解除危機並達成任務...?
9. ダッシュマン(衝刺超人)（10月16日～10月18日）高橋郁哉
 郁哉的爺爺是發明家,他在郁哉生日時送給他一台機器人比特,然而外星人哥美拉(グルメーラ,有美食家之意)為了地球上的美食而侵略地球,連郁哉的好友未來月都被盯上,還好爺爺早就做好了準備,機器人比特讓郁哉變成了衝刺超人,用時間加速器進行超高速衝刺與反彈對方攻擊,加上可變形成飛機的腳踏車幫助,順利擊敗敵人,然而不死心的哥美拉派出了巨大機器人,並抓走未來月當人質,郁哉駕駛爺爺開發的衝刺機器人,與敵人進行決戰...
10. 梨生奈とリーナ(梨生奈與麗娜)（11月6日～11月8日）木内梨生奈 
 梨生奈由於舞蹈甄選會即將來臨,而自己還沒學會舞蹈而著急,這時候同學卻說有另一個梨生奈出現.梨生奈回到家之後發現了與梨生奈長的一模一樣的麗娜,原來麗娜是梨生奈的子孫,來自100年後的未來,她讀了梨生奈的日記之後,決定要幫助梨生奈練習舞蹈而來到了現代.但這時候時間警察尾隨麗娜而至,他們要防止麗娜改變未來.梨生奈扮成麗娜,想幫助麗娜逃走.麗娜在此時出現,表示要消除自己來過的痕跡並回到未來,走之前她告訴梨生奈要相信自己.接著梨生奈前往了甄選會的會場...
11. 拝啓イチョウ様(銀杏敬啟)（11月20日～11月22日）篠原愛實 
 愛實正與好友朋美一起準備即將來臨的入學考試,為進入同一所高中而努力.在圖書館溫習的時候,窗外突然飄進了一片銀杏的葉子,愛實把銀杏的葉子夾在書裡做紀念.兩人從認識的阿富婆婆那裡聽說在遇到真的難以解決的困難時,只要把問題寫在銀杏葉上,銀杏就會回覆解決的方法.愛實回到家時,發現信箱裡有一片銀杏葉,上面寫著"還會再見面的".愛實詢問朋美,朋美卻說不知道.接著愛實又收到了新的銀杏葉訊息"總是在一起",愛實懷疑是朋美的惡作劇,為此與朋美大吵一架.因為與最要好的朋友鬧翻,愛實正失落的時候,在家中看到了過去寫過訊息的銀杏葉,她在上面寫"希望與朋美和好"並隨風發出去.第二天一早銀杏給了愛實"下午4點公園"的訊息,但愛實幾經波折後才終於找到,愛實急忙地趕到公園...
12. 宇宙からのオッチャンＸ(從宇宙來的歐吉桑X)（12月4日～12月6日）千秋Lacey・藤本七海 
 七海的父親很忙,常沒時間陪她.某天七海與千秋在海邊遇到了一個奇怪的歐吉桑X,他說自己是從冥王星來的宇宙人,正在等待同伴.歐吉桑X突然發高燒,七海與千秋好不容易才救回歐吉桑X的命.歐吉桑有個和七海差不多年紀的女兒,也常常沒時間陪女兒,因此了解七海的心情.七海與千秋一起想辦法幫歐吉桑X回到他同伴的太空船上...
13. 夢見るビリー(追尋夢想的比利)（1月29日～1月31日）木內江莉・永島謙二郎 
 比利是江莉所飼養的愛犬,年紀和江莉一樣是13歲,然而13歲的狗已經是相當於人類的90歲老爺爺,這天江莉帶牠一起散步時,比利感覺到體力越來越不行了.江莉望著天上的鳥,說如果有翅膀的話,就能自由的飛翔了.比利因此產生了幫江莉尋找翅膀的夢想.比利看到謙二郎,想到如果能和他交換身體,就能去尋找翅膀了.這時候突然出現了一個名叫"犬神樣"的歐吉桑,他是所有狗的神,他施展法力讓比利與謙二郎交換身體,但時間只有24個小時.變成謙二郎的比利,表現出狗的習慣而讓人大吃一驚.他四處尋找翅膀,在各個商店間來回奔波,終於找到了羽毛球,並把它拿給江莉,江莉這時才知道比利是為了她而去尋找翅膀.江莉告訴比利,她其實想是想要為比利尋找翅膀,讓比利能和過去一樣,自由地前往各地...

## 公演
- 拯救優克迪爾!TV戰士史上最大的危機  （ユゲデールを救え!てれび戦士 史上最大の危機）,（2005年8月7日NHK表演廳／9月19日9:00～10:00 NHK教育台,NHK數位教育台播放 ／12月31日10:55～11:55 NHK教育台,NHK數位教育台 重播）

優克迪爾有個傳承數千年的寶物,那就是位在中央鍋爐室的"蒸氣石",傳說擁有它的人可以獲得無限的力量.但當蒸氣石的光輝消失之時,優克迪爾就會陷入危機,於是蒸氣騎士團與蒸氣魔法師成員們輪流值班看守著蒸氣石.
這一天值班的蒸氣魔術師成員們卻沒在看守蒸氣石,蒸氣騎士團因此與蒸氣魔術師成員們吵了起來.此時平常總是纏著愛實不放的望出現,他稱愛實為"甜心",並且大言不慚地自誇,但下場是被愛實好好教訓了一頓.之後蒸氣魔術師成員們丟下看守的任務而離開.蒸氣騎士團成員們看到愛實悶悶不樂的神情,紛紛猜想愛實或許是喜歡望的.
此時,突然有一架太空船迫降到了優克迪爾上.太空船上的宇宙大盜中川翔子,Turbo君,テル與ケンキ們出現.翔子用聯誼引誘望,用餃子引誘千秋,用香蕉引誘樹音,用催眠術控制蒸氣魔術師其他的成員們,而得知優克迪爾有顆珍貴的蒸氣石.翔子用計謀引開了看守蒸氣石的蒸氣騎士團成員們,剩下愛實一個人.還好在勇氣等人與望的幫助之下順利地拖延時間,讓蒸氣騎士團成員們趕了回來.
蒸氣騎士團成員們與大盜翔子一行人以及被控制的蒸氣魔術師成員展開混戰.但最後蒸氣騎士團成員們被綁了起來.翔子叫洸太拿蒸氣石,蒸氣石卻突然掉下而裂成兩半.失去了蒸氣石,控制蒸氣能源的系統呈現混亂狀態,翔子一行人連忙逃走.愛實決定獨自把蒸氣石放回原位,此時望也不顧生命危險,奮勇幫忙愛實.但兩人各自的力量都不足以把蒸氣石放回原位.愛實受到望奮不顧身的精神所感動,決定兩人一起合作.終於蒸氣石被放回了原位,但是望卻遭受爆發的蒸氣而犧牲了,愛實因而難過不已.
望來到了天國並遇見了女神七世.望又開始滑頭地追求七世,七世嫌望太煩人而趕他回去原來的世界.望的復活讓優克迪爾的眾人高興不已,但望還是一樣地輕浮,再次受到了愛實的教訓.蒸氣騎士團與蒸氣魔術師成員們則言歸於和,一起保護著優克迪爾.
- 解救孩子星!未來是屬於我們的（チャイルドスターを救え！未来はボクらのもの）（2006年8月5日NHK表演廳／2006年9月18日9:00～10:00 NHK教育台,NHK數位教育台播放／11月5日14:00～15:00(JST)NHK世界台播放／12月31日17:45～18:45 NHK教育台,NHK數位教育台重播）

TV戰士們收到了求救信號而來到了一個名叫"孩子星"的星球，然而星球上卻空無一人。蒸氣魔術師成員們看到星球石碑上的廣告影片而跑去尋寶，留下樹音與蒸氣騎士團成員們。此時出現了一男一女因體力不支而倒在他們面前。
蒸氣魔術師成員來到了瓦魯沙・塔克拉姆(ワルサー・タクラーム，有"計畫做壞事"之意)與奇卡拉・怪力(チカラ・カイリキ，有"怪力般的力量"之意)所經營的"天堂公園"，瓦魯沙與奇卡拉引誘蒸氣魔術師成員們進入裡面，並為他們戴上了項鍊。戴上項鍊們的TV戰士們陷入了稱為"輕鬆輕鬆愉快(ラクラクハッピー)"的狀態，彷彿失去了思考能力，沉醉於眼前的快樂幻象。
另一方面，倒在樹音與蒸氣騎士團面前的兩個人原來是這星球的公主美沙(ミーサ)與隨從馬沙(マーサ)。他們表示瓦魯沙的真面目是宇宙的邪惡商人，而吸引人的"天堂公園"則是個可怕的陷阱，實際上其內部是"未來能源吸收裝置"。在孩子們沉醉眼前幻象而被操縱之時，瓦魯沙就利用吸收裝置吸收孩子們珍貴的"未來能源"，將此能源做成飲料轉賣到宇宙各地以賺取黑心錢。而奇卡拉則用怪力打敗想阻止他們陰謀的人。TV戰士收到的求救訊號，竟是孩子星上的孩子們能源消失前留下的最後訊息。
趕去的蒸氣騎士團成員們亦被瓦魯沙抓住，只有勇氣因缺乏未來能源而逃過一劫。勇氣因為樹音，一磨，七海被抓而激發了他本身的勇氣與未來能源，拔起了傳說中的孩子劍，與正拿鏟子來準備要挖出劍的Red司令會合。
Red司令，Golgo團長，美沙，馬沙，勇氣與瓦魯沙和奇卡拉展開混戰。在成為傀儡的TV戰士們的未來能源即將消逝的千鈞一髮之際，勇氣用孩子劍插入了吸收裝置使裝置停下。瓦魯沙和奇卡拉的邪惡計畫失敗，他們為了報復，在逃跑前將勇氣丟入即將爆炸的裝置核心。在驚天巨響的大爆炸之中，TV戰士們奇蹟般地得救了，而勇氣也從遠方出現，與他們一起慶祝勝利的到來。

## 宇宙船ソフィア号の冒険(宇宙船蘇菲亞號的冒險)
『宇宙船ソフィア号の冒険』（宇宙船蘇菲亞號的冒險 ,正式名稱：『天才てれびくん外伝 宇宙船ソフィア号の冒険～なぜ人は人の生命（いのち）を奪ってはいけないのか?～(天才兒童MAX外傳 宇宙船蘇菲亞號的冒險～為何人非要奪走其他人的生命不可呢?～) 』）是NHK教育電視台在2005年8月13日11:00～11:45播出的節目。
NHK世界台則在2005年8月20日深夜（21日凌晨）2:10～2:55（日本時間）播出。（英語名稱是「Whiz-Kids TV MAX Extra: Adventure of Spaceship SOPHIA」）
為了找尋「為何人非要奪走其他人的生命不可呢?」這個對於人類來說是最根本問題之答案 ,7位少年少女TV戰士搭乘宇宙船蘇菲亞號展開了旅程。某天一個有點壞心眼的宇宙人カオス(卡歐斯)（聲：江原正士）闖進了宇宙船,並詢問大家「為什麼不能殺人呢? 」的問題。受到他的引誘,TV戰士們到了一個又一個從未見過的宇宙行星中,捲入了與「生命」有關的引人深思事件之中 。經由這些事件的觸發,TV戰士們之間也展開了自由的討論來尋找出答案。
這並非是由大人教導小孩們「不能殺人的理由」的「道德節目」,而是帶領孩子們到「由自己的頭腦思考對人類來說重要的事情」之世界的全新「哲學節目」。

### 製作人員
- 節目監修 武田青銅（早稻田大學教授）
- 編劇 竹石聖悟
- 動畫製作 浦野康介 (DASI)
- 演出 岸本伸介
- 製作統括 中澤俊哉

### 演出者（TV戰士）
- 飯田里穗
- 篠原愛實
- 高橋郁哉
- 永島謙二郎
- 伊倉愛美
- 笠原拓巳
- 川崎樹音

### 聲音演出
- 江原正士（カオス）
- 飯島美春（ロゴス）
- 神田理江

以及其他人員

## 書籍
2007年3月，Poplar社（ポプラ社）將05－06年度天TV連續劇的數個作品改編成小說，以《天TV連續劇傑作集》（天てれドラマ傑作集）為書名出版。小説版似乎還增加了新創作的部分。
括弧内是所收錄的作品。
- 天てれドラマ傑作集1（ど根性タケノコ・不思議なフシギなしあわせクッキー）ISBN 978-4-591-09648-2 C8093 7044001
- 天てれドラマ傑作集2（ランプのオバちゃん・３日前のボクに･･･）ISBN 978-4-591-09649-9 C8093 7044002
- 天てれドラマ傑作集3（網姫危機一髪！・幸せの黄色いソウジキ）ISBN 978-4-591-09650-5 C8093 7044003